# Predrag Đorđević
Predrag Đorđević (in serbo Предраг Ђорђевић?; Kragujevac, 4 agosto 1972) è un ex calciatore serbo, di ruolo centrocampista.

## Carriera

### Club

#### Gli inizi in patria
Centrocampista di fascia, Đorđević inizia la sua carriera professionistica nell'ex-Jugoslavia, nel Radnički Kragujevac. Approda alla Stella Rossa nel 1991, prima di trasferirsi allo Spartak Subotica, dove rimane fino al dicembre del 1992.

#### Panīleiakos
Nel 1993 si trasferisce in Grecia, al Panīleiakos, in terza serie. Nei successivi tre anni si rivela uno dei protagonisti della doppia promozione fino all'Alpha Ethniki, la prima divisione greca, dove debutta il 27 agosto 1995 nella sconfitta per 3-0 ad Atene contro l'AEK. Il club di Pyrgos raggiunge la salvezza e termina la stagione al dodicesimo posto.

#### Olympiacos
Nel 1996 arriva la chiamata dell'Olympiacos, una delle tre grandi del calcio greco, giungendo al Pireo insieme al suo compagno del Panīleiakos Stelios Giannakopoulos. Coi bianco-rossi esordisce il 6 settembre 1996 nella partita vinta 5-0 sul campo del Kastoria, incontro in cui segna una rete e fornisce un assist. In breve l'esterno si afferma come rigorista e specialista nelle palle inattive, oltre che leader caratteriale. Nella stagione 1998-1999, grazie anche alla temibile catena di sinistra formata da Đorđević e il terzino Geōrgatos, arriva a vincere un double domestico (campionato e coppa greca) e a raggiungere gli ottavi di finale di Champions League. Nei primi cinque anni in Grecia, il serbo segna 50 reti e conquista sei campionati consecutivi.
La stagione 2002-2003 si conclude con un bottino di 14 gol e 15 assist in campionato, mentre in Champions League marca quattro reti in sei partite, tra cui una tripletta nella sfida vinta 6-2 contro il Bayer Leverkusen. Tra il 2001 e il 2003 si aggiudica anche, a livello individuale, tre premi di miglior straniero del campionato greco.
Nel 2004-05 salta le prime tre partite di Champions per infortunio ma segna il gol vittoria contro il Deportivo La Coruña (1-0 per i greci). In campionato l'Olympiacos torna a vincere il campionato, centrando un altro double visto il trionfo anche in coppa, e Đorđević estende il suo contratto per altri due anni.
La stagione 2005-2006 si rivela la più prolifica, grazie a 15 gol in campionato, tanto da venire convocato a 34 anni ai Mondiali in Germania.

### Nazionale
Ha giocato sia per la Nazionale jugoslava che per quella serba.

## Palmarès

### Club
- Campionato greco: 12  (record)

Olympiakos: 1996-1997, 1997-1998, 1998-1999, 1999-2000, 2000-2001, 2001-2002, 2002-2003, 2004-2005, 2005-2006, 2006-2007, 2007-2008, 2008-2009
- Coppa di Grecia: 5

Olympiakos: 1998-1999, 2004-2005, 2005-2006, 2007-2008, 2008-2009
- Supercoppa di Grecia: 1

Olympiakos: 2007

### Individuale
- Miglior straniero del campionato greco: 3

2001, 2002, 2003